# Ambassade du Mexique en Espagne
L'ambassade du Mexique en Espagne est la représentation diplomatique de les États-Unis mexicains auprès de le Royaume d'Espagne. Elle est également accréditée pour l'Andorre.
L'ambassadeur est, depuis 2022, Quirino Ordaz Coppel.

## Histoire
L'Espagne a établi des relations diplomatiques avec le Mexique le 26 décembre 1836 (quinze ans après que le Mexique a déclaré son indépendance). Pendant la guerre civile espagnole (1936-1939), le Mexique avait fourni des armes et un abri aux politiciens persécutés par les nationalistes. En 1939, lorsque Francisco Franco a pris le pouvoir en Espagne, le Mexique a rompu les relations diplomatiques entre les deux nations et fourni 2 millions de dollars d'aide et d'assistance matérielle au les républicains. Le président Lázaro Cárdenas a reçu des milliers d'exilés de la guerre civile et a envoyé des armes aux républicains. Le Mexique et l'Espagne ont rétabli des relations diplomatiques le 28 mars 1977.

## Consulat
Le Mexique dispose d'un consulat à Barcelone et des consulats honoraires à Gijón, Murcie, Palma de Majorque, Santa Cruz de Tenerife, Saragosse, Séville, et Valence.

## Différents sites
- Résidence de l'ambassadeur du Mexique au Espagne (Calle del Pinar, 13 Madrid)
- Instituto Cultural de México (Institut culturel du Mexique) - (Carrera de San Jerónimo, 46 Madrid)[3]
- Casa de México en España (Maison du Mexique au Espagne) - (Calle de Alberto Aguilera, 20 Madrid)[4]

## Galerie

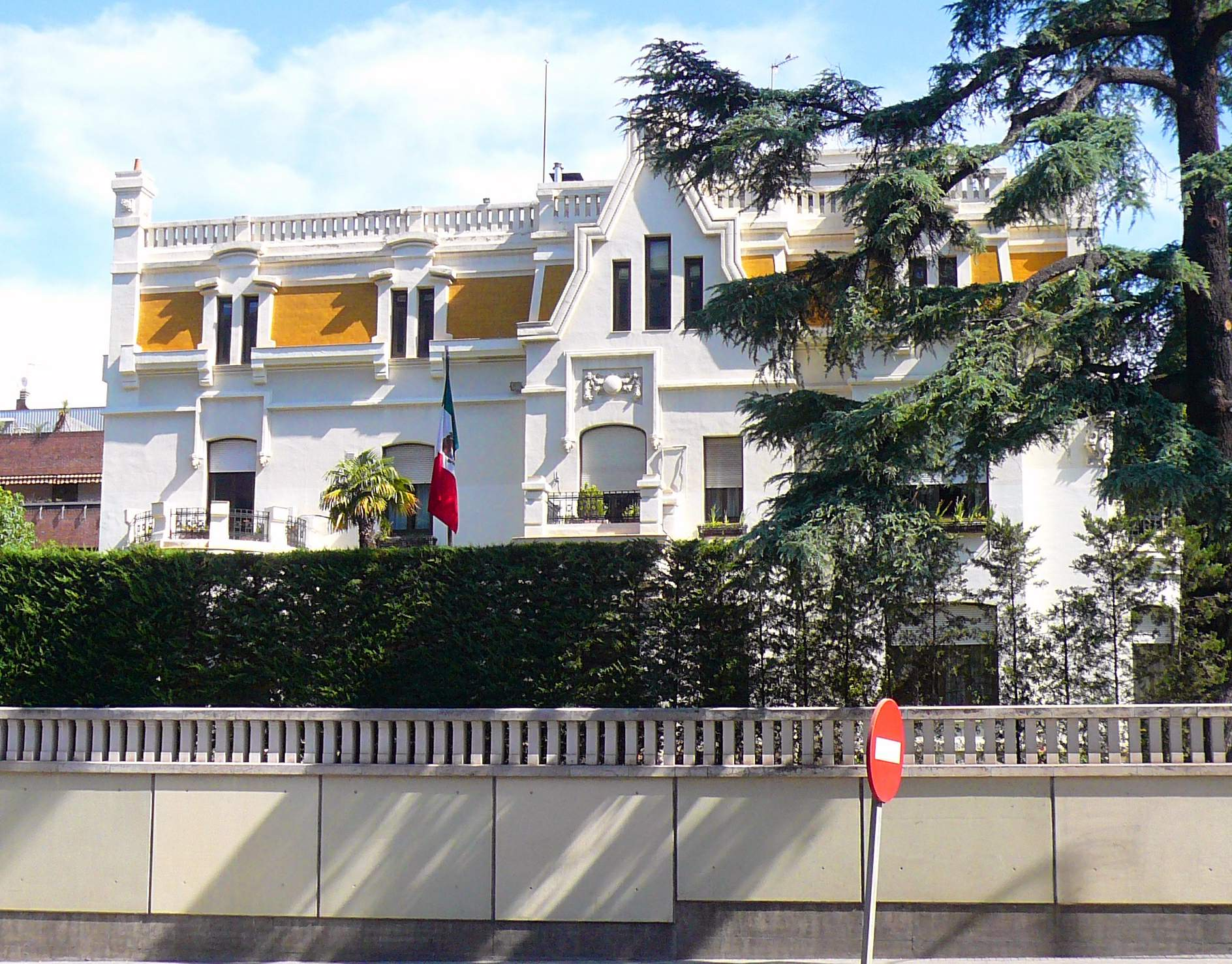
Résidence de l'ambassadeur du Mexique au Espagne à Madrid
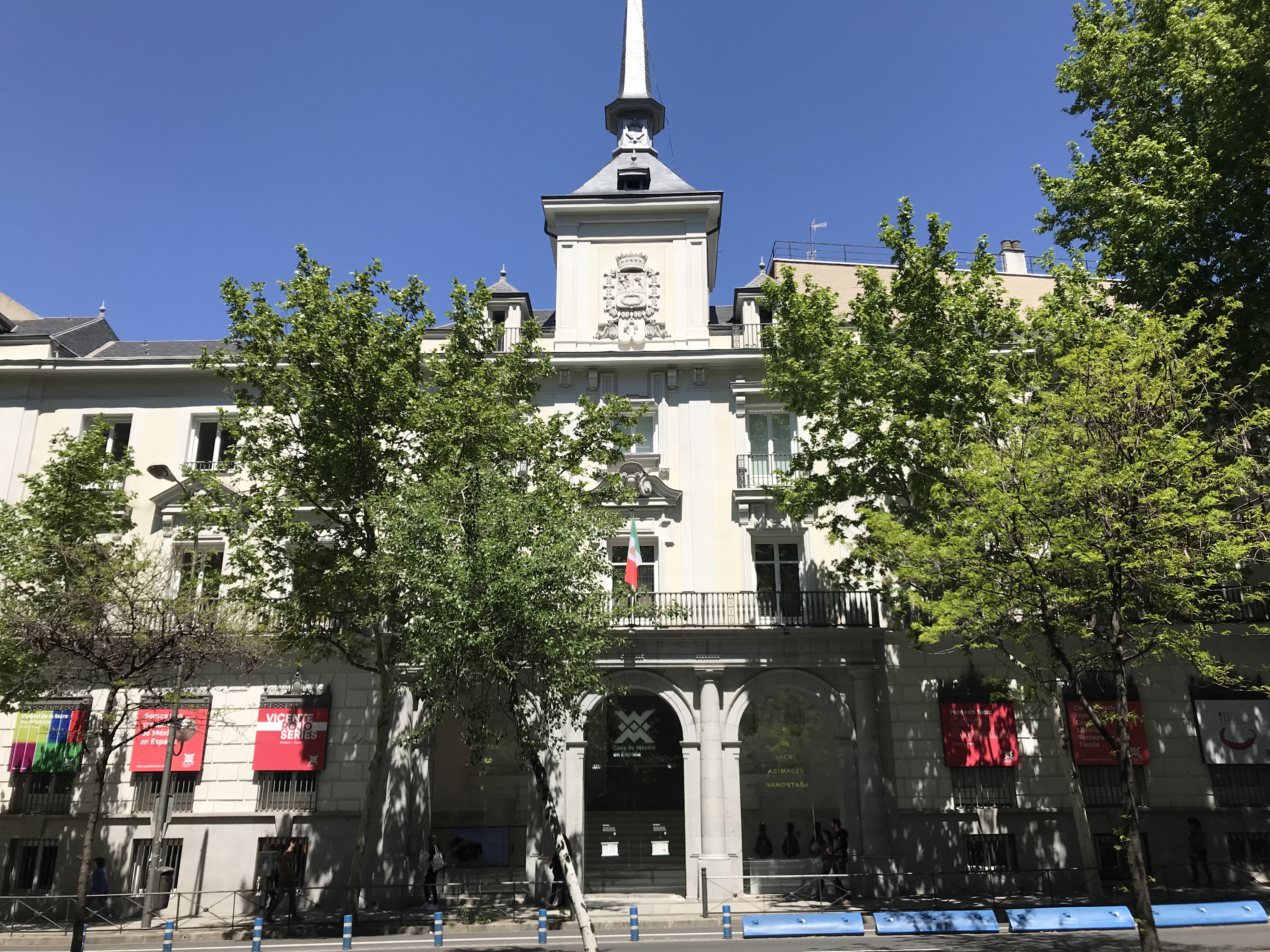
Maison du Mexique à Madrid
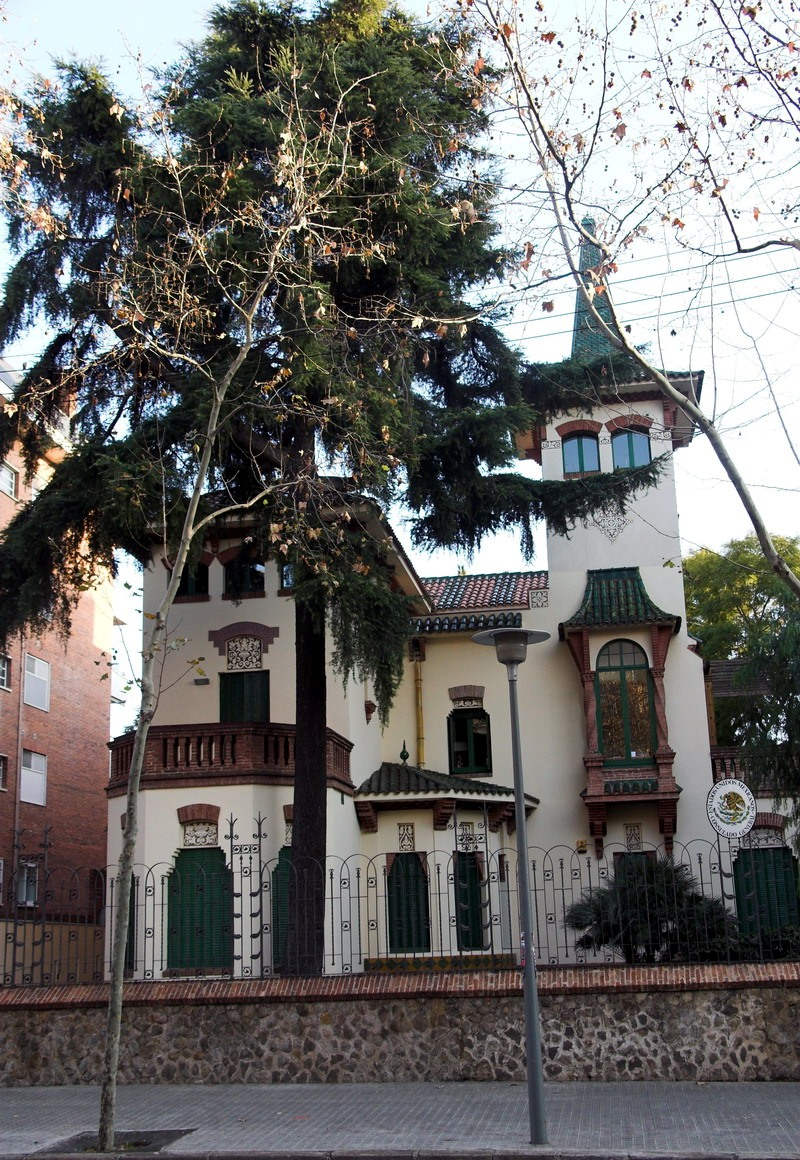
Consulat du Mexique à Barcelone
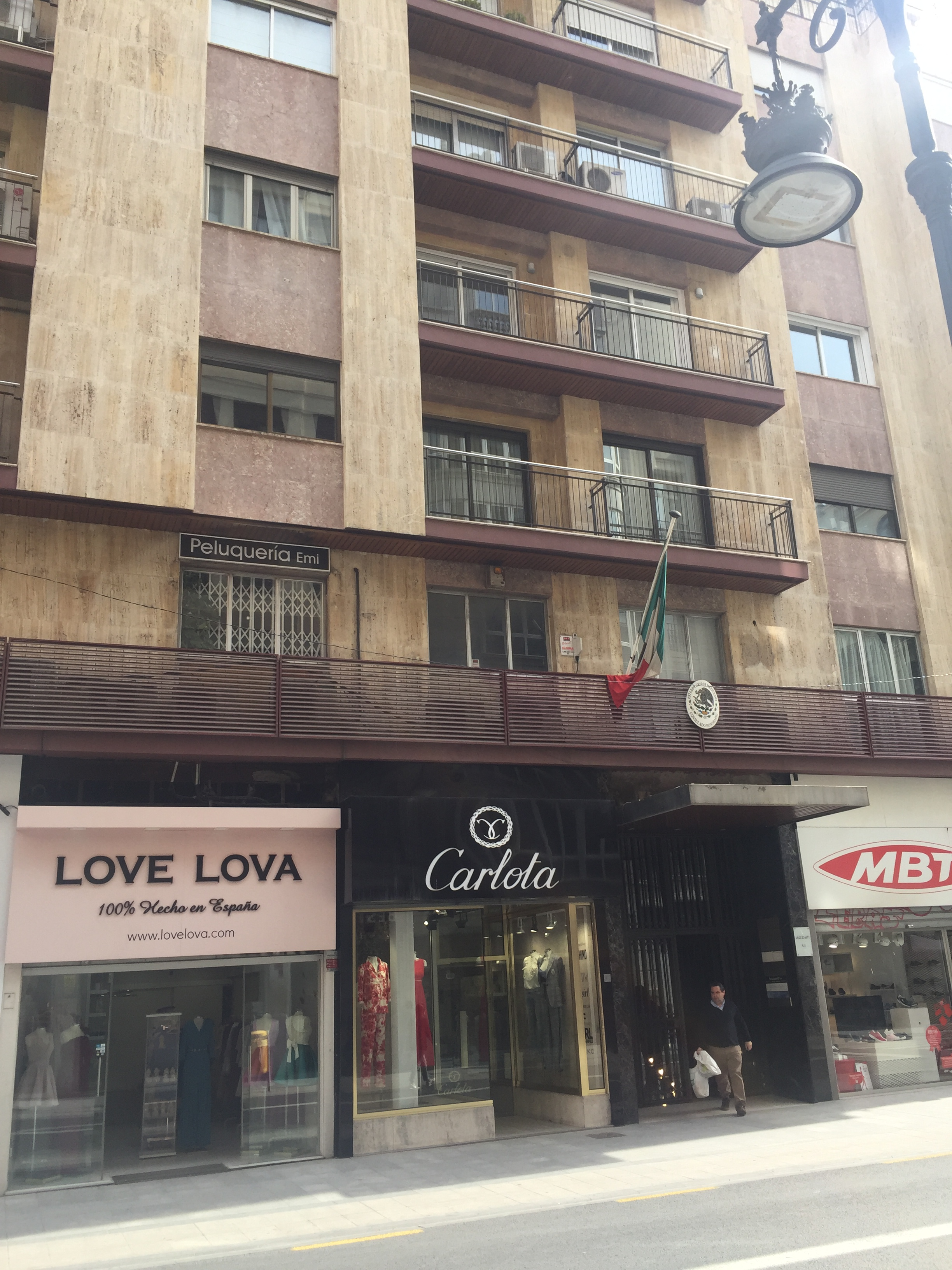
Consulat honoraire du Mexique à Valence